# Marsdenia xerophylica
Marsdenia xerophylica är en oleanderväxtart som beskrevs av Armando Dugand. Marsdenia xerophylica ingår i släktet Marsdenia och familjen oleanderväxter. Inga underarter finns listade i Catalogue of Life.